# Katherine Grainger
Katherine Grainger, född 12 november 1975 i Glasgow (Glasgow City) i Storbritannien, är en brittisk roddare. Hon har vunnit VM sex gånger mellan 2003 och 2011. Grainger har även vunnit fyra OS-silver och ett OS-guld. 
I London 2012 slog hon det Olympiska rekordet tillsammans med Anna Watkins när de skulle kvala till finalen i dubbelsculler. I finalen vann de guldmedaljen.
Vid de olympiska roddtävlingarna 2016 i Rio de Janeiro tog hon ett silver i dubbelsculler tillsammans med Victoria Thornley.